# روي تشيبمان
روي تشيبمان (بالإنجليزية: Roy Chipman)‏ هو مدرب كرة سلة أمريكي، ولد في 28 مايو 1957، وتوفي في 10 أغسطس 1997 بسبب سرطان القولون.